# Irene Huss - En man med litet ansikte
Irene Huss - En man med litet ansikte, es una película de crimen y misterio estrenada el 7 de septiembre de 2011 por DVD y 30 de marzo de 2013 dirigida por Emiliano Goessens. 
La película es la novena entrega de la serie de películas que forman parte de Irene Huss.
La película está basada en el personaje principal de las novelas de la escritora sueca Helene Tursten.

## Historia
Cuando un oficial de la policía retirado que atraviesa la calle es atropellado por un coche, se inicia una persecución policíaca pero no encuentran ni el auto ni a los responsables. Cuando finalmente encuentran el coche, este ha sido quemado y en el lugar también encuentran a una joven asesinada. La oficial Irene Huss y el equipo deberán investigar el caso, el cual pronto se dificulta cuando no logran encontrar la identidad de la joven.

## Personajes

### Personajes principales
| Actor             | Personaje         | Ocupación            |
| ----------------- | ----------------- | -------------------- |
| Angela Kovács     | DI. Irene Huss    | Detective Inspectora |
| Lars Brandeby     | Sven Andersson    | -                    |
| Dag Malmberg      | Jonny Blom        | -                    |
| Anki Lidén        | Yvonne Stridner   | -                    |
| Eric Ericson      | Fredrik Stridh    | -                    |
| Moa Gammel        | Elin Nordenskiöld | -                    |
| Reuben Sallmander | Krister Huss      | -                    |
| Mikaela Knapp     | Jenny Huss        | -                    |
| Felicia Löwerdahl | Katarina Huss     | -                    |

### Personajes secundarios
| Actor                  | Personaje        | Ocupación                  |
| ---------------------- | ---------------- | -------------------------- |
| Victor von Schirach    | Stefan Sandberg  | -                          |
| Lars Göran Carlsson    | Martin Hellström | -                          |
| Mattias Åhlén          | Hölzer           | -                          |
| Rasmus Dahlstedt       | Paulo            | Trabajador de Construcción |
| Krister Kern           | Jan              | Trabajador de Construcción |
| Karin de Frumerie      | Karlström        | -                          |
| Victoria Folkesson     | Linda            | -                          |
| Alice Forslund-Nylén   | Tanja            | -                          |
| Tobias Jonasson        | Niklas           | -                          |
| Kartja Levander        | Leili            | -                          |
| Danjin Malinovic       | Heinz            | -                          |
| Miodrag Stojanovic     | Sergeij          | -                          |
| Rodrigo Pozo Vizcarra  | Bobby            | -                          |
| Christoffer Aro        | -                | Oficial de Policía         |
| Peter Ekedahl          | -                | Oficial de Policía         |
| Måns Ellmark           | -                | Oficial de Policía         |
| Eli Ingvarsson         | -                | Oficial de Policía         |
| Göran Sjögren          | -                | Oficial de Policía         |
| Zandra Andersson       | -                | Empleado                   |
| Gunilla Olsson         | -                | Abuela de Niklas           |
| Anna Persson           | -                | Doctora de Leili           |
| Linda Hellström        | -                | Vecina                     |
| Kristian Lima de Faria | -                | Nativo Americano           |

## Producción
La película fue dirigida por Emiliano Goessens, escrita por Charlotte Lesche (en el guion) y basado en la novela de Helene Tursten.
Fue producida por Johan Fälemark, Hillevi Råberg y Daniel Gylling, en coproducción con Lotta Dolk, Jon Petersson, Hans-Wolfgang Jurgan, Fredrik Zander y Jessica Ask, con el apoyo de los productores ejecutivos Anni Faurbye Fernandez, Peter Hiltunen y Mikael Wallen.
La música estuvo bajo el cargo de Thomas Hagby, Fredrik Lidin y Johan Strömberg.
La cinematografía estuvo en manos de Andreas Wessberg, mientras que la edición por Rasmus Ohlander.
La película fue estrenada el 7 de septiembre de 2011 en DVD y el 30 de marzo de 2013 en Suecia. 
Filmada en Gotemburgo, Provincia de Västra Götaland, en Suecia.
Contó con la participación de las compañías de producción "Illusion Film & Television" y "Yellow Bird", en co-participación con "Kanal 5", "ARD Degeto Film", "Film Väst" y "Nordisk Film".

En el 2011 en Suecia fue distribuida por "Kanal 5" en televisión, en el 2012 en los Países Bajos por "Lumière Home Entertainment" en DVD y por "Film1" televisión limitada. Otra compañía que participó fueron "The Chimney Pot" (efectos digitales), "Dagsljus Filmequipment" (equipamiento de cámara), "Ljudligan Väst" (grabación de foley); "Ljudligan" (equipamiento de cámara), "Nostromo" (edición avid), "Stuntmakers" (acrobacias) y finalmente "Ljudligan" (sonidos de posproducción)

### Emisión en otros países
| País         | Título                                          | Fecha de Estreno                       |
| ------------ | ----------------------------------------------- | -------------------------------------- |
| Alemania     | Irene Huss, Kripo Göteborg - Die Tote im Keller | 1 de mayo de 2012                      |
| Dinamarca    | Irene Huss: Manden med det lille ansigt         | -                                      |
| Finlandia    | Irene Huss: Pienikasvoinen mies                 | -                                      |
| Países Bajos | -                                               | 28 de febrero de 2012 (estreno en DVD) |
| Polonia      | Inspektor Irene Huss: Czlowiek o malej twarzy   | 15 de enero de 2012                    |